# Daniel Kreutzfeldt
Daniel Kreutzfeldt (* 19. November 1987 in Roskilde) ist ein ehemaliger dänischer Radrennfahrer, der auf Bahn und Straße aktiv war.

## Sportliche Laufbahn
2006 und 2007 wurde Daniel Kreuzfeldt gemeinsam mit Alex Rasmussen, Casper Jørgensen und Martin Lollesgaard dänischer Meister in Mannschaftsverfolgung. Bei den Olympischen Spielen 2008 in Peking belegte er den sechsten Platz im Punktefahren. Im selben Jahr gewann er auf der Straße eine Etappe des Ringerike Grand Prix. 2009 errang er bei den Bahnweltmeisterschaften die Silbermedaille im Punktefahren. Im selben Jahr wurde er dänischer Meister im Mannschaftszeitfahren sowie im Punktefahren und im Scratch. 2010 beendete er seine Radsportlaufbahn.
Sein jüngerer Bruder Christian Kreutzfeldt war ebenfalls Radrennfahrer.

## Erfolge

### Straße
2008
- eine Etappe Ringerike Grand Prix

2009
- Dänischer Meister – Mannschaftszeitfahren

### Bahn
2006
- Dänischer Meister – Mannschaftsverfolgung (mit Alex Rasmussen, Casper Jørgensen und Martin Lollesgaard)

2007
- Dänischer Meister – Mannschaftsverfolgung (mit Alex Rasmussen, Casper Jørgensen und Martin Lollesgaard)

2009
- Weltmeisterschaft – Punktefahren
- Dänischer Meister – Punktefahren, Scratch

## Teams
- 2007 Odense Energi
- 2008 Odense Energi
- 2009 Team Capinordic
- 2010 Designa Køkken-Blue Water